# Кармен Лінарес
Кармен Пачеко Родріґес (ісп. Carmen Pacheco Rodríguez, відома як Кармен Лінарес; нар.. 1951, Лінарес, провінція Хаен, Іспанія) — іспанська співачка, виконавиця фламенко та національних іспанських пісень. Творчість Кармен Лінарес відрізняється широкою різноманітністю стилів фламенко, що ставить її в один ряд із Niña de los Peines.
Кармен Лінарес посіла визначне місце в сучасній іспанській культурі. Входить до покоління фламенко разом з Камароном, Пако де Лусія, Енріке Моренте, Маноло Санлукаром, Хосе Мерсе та Томатіто.

## Життєпис
У 1965 році Кармен Лінарес разом зі своєю родиною переїхала до Мадриду, де познайомилася з такими відомими виконавцями фламенко, як Рафаель Ромеро, Фосфоріто та Хуан Вареа. Свій професійний шлях Кармен розпочала у танцювальному колективі Кармен Мори. 1970 року Лінарес випустила свій перший диск.
У 1970-х роках вона працювала в Мадриді в таблао, а у 1980-х роках — на національних фестивалях разом із такими видатними артистами, як Енріке Моренте, Камарон, Кармен Мора та брати Хуан та Пепе Хабічуела. Як сольна кантаора вона почала в 1980 році з Хуаном і Пепе Хабічуелою, у 1990-ті роки вона виправдала себе, випустивши чудові альбоми, і закріпила себе своїм важливим альбомом «Anthology». Оголошено одним із 10 найкращих альбомів в історії фламенко.
Всесвітньо відомий художник, він майстерно виконав «El Amor Brujo» Мануеля де Фальї із симфонічними оркестрами на сценах Нью-Йорка, Парижа, Буенос-Айреса, Токіо та Сіднея. Він брав участь у проєктах художників Маноло Санлукар, Бланка Лі, Урі Кейн, Віктор Уллат тощо.
Працювала в театрі та сарсуелі.
Серед проєктів — участь у виставі Cuatro Esquinas разом з кантаором Miguel Poveda, гітаристом Хуаном Карлосом Ромерою та танцівницями фламенко Росіо Моліною (у Гонконгу) та Пастором Гальван (у всіх інших виставах). Спектакль був представлений у Гонконгу (9 та 10 листопада 2007 року), у США (Маямі, Нью-Йорк та Вашингтон, лютий 2008 року) та Лондоні (березень 2008 року)
2001 року одержала Національну музичну премію 2001 року. Співала в дуетах із Серратом, Аркангелем, Сільвією Перес Крус та Мігелем Поведою.
У листопаді 2008 року Кармен Лінарес записала спільно з гітаристом Карлосом Ромеро диск Raíces y alas з композиціями на вірші Хуана Рамона Хіменеса.
У сезоні 2021/2022 років відбулася прем'єра «Кантаора: 40 років фламенко». Це новий проєкт з великим репертуаром, чудовим складом музикантів, танцювальною хореографією, зірковими моментами канте хондо та даниною поваги Пако де Люсії, Енріке Моренте та Мерседес Соса. У турі брали участь запрошені артисти Мігель Поведа, Естрелла Моренте, Пітінґо, Хосе Мерсе та Лус Казаль.
«Це шоу — моя велика данина поваги до мистецтва фламенко. Після 40 років сольної кар'єри я пишаюся тим, куди прийшла як артистка і як жінка у музиці» відзначила Кармен Лінарес.

## Нагороди
В 1997 році Кармен Лінарес отримала срібну медаль Андалусії.

## Дискографія
- Raíces y alas (2008). На вірші Juan Ramón Jiménez.

Carmen Linares (Кант), Juan Carlos Romero (гітара).
- Un ramito de locura (2002).

Carmen Linares (канте), Gerardo Núñez (гітара), Pablo Martín (контрабас), Cepillo (перкусія).
- Locura de brisa y trino (2000).

Carmen Linares (канте), Manolo Sanlúcar & Isidro Sanlúcar (гітара), Tino di Geraldo (перкусія).
- Antología de la mujer en el cante (1996, перевиданий 2007).

Carmen Linares (Канте), за участю різних гітаристів.
- Canciones populares antiguas (1995).

Carmen Linares (Кант).
- Des el alma — Cante flamenco en vivo (1994).

Carmen Linares (Кант), Paco Cortés & Miguel Angel Cortés (гітара), Jesús Heredia (перкусія).
- La luna en el río (1991).

Carmen Linares (канте), Paco Cortés, Pedro Sierra (гітара), Carles Benavent (бас), Jesús Heredia (перкусія), Javier Barón (танець).